# The Nights
"The Nights" là một bài hát của DJ, nhạc sĩ người Thụy Điển Avicii. Bài hát được thu âm bởi ca sĩ Nicholas Furlong, người đồng sáng tác bài hát với Jordan Suecof, Gabriel Benjamin, và John Feldmann. Vào ngày 1 tháng 12 năm 2014, bài hát đã được phát hành dưới dạng tải xuống kĩ thuật số bởi PRMD Music và Universal Island trong The Days / Nights EP của Avicii, và ngày 11 tháng 1 năm 2015 tại Vương quốc Anh. Bài hát đứng thứ thứ sáu trên UK Singles Chart và đứng nhất trên UK Dance Chart. Vào ngày 23 tháng 1 năm 2015, Avicii phát hành "The Nights (Avicii by Avicii)", bản phối lại của riêng anh ấy. Bài hát xuất hiện trên phiên bản UK của album studio thứ hai của Avicii Stories (2015).

## Bối cảnh sáng tác
Furlong nhận xét rằng anh bắt đầu viết bài hát như một bài thơ gửi cha của mình. Nguồn cảm hứng cho âm thanh "bài hát chiến đấu cướp biển" đến với anh khi đang ở một quán bar ở Ireland. Furlong nhớ lại: 
"I had been going back and forth with Jordan and Gabe about this song idea that merged commercially sound rock music with the signature sound of an Irish drinking song. When I returned to Los Angeles we all went into the studio." 
 Furlong gửi ý tưởng ban đầu, có tựa đề "My Father Told Me", cho Arash Pournouri, quản lý của Avicii. Ngay lập tức Pournour nhận ra bản nhạc của ca khúc, anh nói rằng bài hát có cùng một cảm giác hưng phấn đặc trưng giống như rất nhiều ca khúc của Avicii. Trong một cuộc phỏng vấn với Yahoo! Music, Pournouri nói: "It made absolute sense to work on it with Ras...[Avicii and I just needed] to make it more 'us' and that's what [we] did."
Giống như hit trước của Avicii "Wake Me Up" và "Hey Brother", "The Nights" là một bài hát progressive house chứa các phần tử của nhạc rock đồng quê. Nó được viết bằng nốt F#.

## Video ca nhạc
Vào ngày 1 tháng 12 năm 2014, một video lyric đi kèm với bài hát "The Nights" đã được phát hành trên YouTube.
Vào ngày 15 tháng 12 năm 2014, video âm nhạc chính thức cho "The Nights" đã được phát hành trên YouTube và được công chiếu trên trang đầu của Yahoo Music. Video được sản xuất và đạo diễn bởi ngôi sao Rory Kramer, anh đã quay một hồi ức về cuộc sống của mình trên tàu lượn, lướt sóng, trượt tuyết, trượt ván, vv - sống một cuộc sống đầy ý nghĩa.

## Tín dụng và nhân sự
Thu âm
- Thu âm tại Foxy Studios, Los Angeles, California

Nhân sự
- Sáng tác – Nicholas Furlong, Gabriel Benjamin, Jordan Suecof, John Feldmann, Tim Bergling
- Sản xuất – Avicii
- Đồng sản xuất – Ash Pournouri
- Ca sĩ – Nicholas Furlong
- Kỹ thuật và chỉnh sửa thanh nhạc – Zakk Cervini
- Acoustic guitar – Colin Brittain
- Lap steel guitar – Will Carter
- Trống – Jordan Suecof
- Giọng hát bổ sung — The Mighty Riot

## Nền văn hóa phổ biến
Bản mẫu:In popular culture
"The Nights" được giới thiệu trên nhạc nền của trò chơi của EA Sports FIFA 15.
Bài hát cũng được sử dụng trong phân đoạn 'Images of 2014' của Sportscenter trên ESPN, tóm tắt những khoảnh khắc đẹp nhất trong thể thao.
"The Nights" sẽ được giới thiệu trên nhạc nền của trò chơi điện tử WRC 5.
Nó đã là bài hát ghi bàn của Carolina Hurricanes kể từ Mùa giải 2015–16, và bài hát chiến thắng của New York Rangers kể từ Mùa giải 2015–16.

## Biểu đồ và chứng chỉ
| Biểu đồ (2014–15)                               | Vị trí cao nhất |
| ----------------------------------------------- | --------------- |
| Úc (ARIA)                                       | 9               |
| Áo (Ö3 Austria Top 40)                          | 6               |
| Bỉ (Ultratop 50 Flanders)                       | 14              |
| Bỉ (Ultratop 50 Wallonia)                       | 29              |
| Canada (Canadian Hot 100)                       | 43              |
| Cộng hòa Séc (Rádio Top 100)                    | 22              |
| Cộng hòa Séc (Singles Digitál Top 100)          | 9               |
| Đan Mạch (Tracklisten)                          | 22              |
| Phần Lan (Suomen virallinen lista)              | 6               |
| Pháp (SNEP)                                     | 79              |
| Trường songid là BẮT BUỘC CHO BẢNG XẾP HẠNG ĐỨC | 19              |
| Hungary (Dance Top 40)                          | 8               |
| Hungary (Single Top 40)                         | 21              |
| Ireland (IRMA)                                  | 7               |
| Ý (FIMI)                                        | 19              |
| Japan (ZIP Dance Hits 20)                       | 5               |
| Lebanon (Lebanese Top 20)                       | 18              |
| Hà Lan (Dutch Top 40)                           | 19              |
| Hà Lan (Single Top 100)                         | 20              |
| New Zealand (Recorded Music NZ)                 | 12              |
| Na Uy (VG-lista)                                | 3               |
| Ba Lan (Polish Airplay Top 100)                 | 4               |
| Ba Lan (Dance Top 50)                           | 36              |
| Poland (Video Chart)                            | 1               |
| Slovakia (Rádio Top 100)                        | 22              |
| Slovakia (Singles Digitál Top 100)              | 66              |
| Slovenia (SloTop50)                             | 10              |
| Tây Ban Nha (PROMUSICAE)                        | 17              |
| Thụy Điển (Sverigetopplistan)                   | 2               |
| Thụy Sĩ (Schweizer Hitparade)                   | 17              |
| Anh Quốc (OCC)                                  | 6               |
| Anh Quốc Dance (OCC)                            | 1               |
| Hoa Kỳ Hot Dance/Electronic Songs (Billboard)   | 10              |
| Hoa Kỳ Dance Club Songs (Billboard)             | 3               |

| Biểu đồ (2015)                             | Vị trí |
| ------------------------------------------ | ------ |
| Australia (ARIA)                           | 45     |
| Germany (Bảng xếp hạng chính thức của Đức) | 81     |
| Italy (FIMI)                               | 59     |
| New Zealand (Recorded Music NZ)            | 41     |
| Poland (ZPAV)                              | 45     |
| UK Singles (Official Charts Company)       | 30     |

| Quốc gia | Chứng nhận  | Số đơn vị/doanh số chứng nhận |
| --- | ----------- | ----------------------------- |
| Úc (ARIA) | Gold        | 35.000^                       |
| Đan Mạch (IFPI Đan Mạch) | Platinum    | 60.000^                       |
| Đức (BVMI) | Gold        | 200,000‡                      |
| Ý (FIMI) | 2× Platinum | 100,000‡                      |
| New Zealand (RMNZ) | Gold        | 7.500*                        |
| Thụy Điển (GLF) | Platinum    | 20.000‡                       |
| Anh Quốc (BPI) | Platinum    | 600.000‡                      |
| Hoa Kỳ (RIAA) | Gold        | 500.000‡                      |
| * Chứng nhận dựa theo doanh số tiêu thụ. ^ Chứng nhận dựa theo doanh số nhập hàng. ‡ Chứng nhận dựa theo doanh số tiêu thụ và phát trực tuyến. |             |                               |